# Egretta
Egretta é um género de aves pelecaniformes, onde se classificam catorze espécies de garças. São aves elegantes, de pescoço e patas compridas, semelhantes às garças do género Ardea, mas menores e geralmente mais coloridas. 

## Espécies
- Garça-alvinegra ou Garça pedrês, Egretta picata[1]
- Garça de cara branca, Egretta novaehollandiae[1]
- Garça vermelha ou Garça de garganta vermelha, Egretta rufescens
- Garça-de-garganta-vermelha, Egretta vinaceigula
- Garça-preta, Egretta ardesiaca
- Garça-tricolor, Egretta tricolor
- Garça-azul, Egretta caerulea
- Garça-branca-pequena, Egretta thula
- Garça-dos-recifes, Egretta gularis
- Garça dimorfa, Egretta dimorpha
- Garcinha-branca, Egretta garzetta
- Garça chinesa, Egretta eulophotes
- Garça dos recifes oriental, Egretta sacra

http://avibase.bsc-eoc.org/species.jsp?lang=PT&avibaseid=2D0ED4620E32BAB0
1. 1 2 3 4  «Storks, ibis & herons». IOC World Bird List v 6.4 (em inglês). Consultado em 23 de dezembro de 2016

http://avibase.bsc-eoc.org/species.jsp?lang=PT&avibaseid=D8A24A3EDDC19AA4
http://avibase.bsc-eoc.org/species.jsp?lang=PT&avibaseid=21044CECFEA9C905
http://avibase.bsc-eoc.org/species.jsp?avibaseid=A8E3A3DA05EC77F2
http://www.waza.org/es/zoo/visitar-el-zoologico/cigueenas-garzas-flamencos-grullas-y-parientes/egretta-rufescens
http://avibase.bsc-eoc.org/species.jsp?avibaseid=C79F1BF8CA6BC1F8